# Matthieu Bailet
Pour les articles homonymes, voir Bailet.
Matthieu Bailet, né le 23 avril 1996 à Nice, est un skieur alpin français. Grand espoir du ski alpin français, il a notamment remporté le titre mondial junior en super G aux Championnats du monde juniors de 2016 à Sotchi. Sa sœur, Margot Bailet, était également skieuse alpine avant de prendre sa retraite sportive. Matthieu Bailet obtient le premier podium de sa carrière en Coupe du monde en se classant 2e du Super-G de Saalbach le 7 mars 2021.

## Parcours sportif
Matthieu Bailet a remporté une médaille d'or lors de ses participations aux championnats du monde junior entre 2015 et 2016. En 2015, âgé de 18 ans, pour ses premiers mondiaux juniors en Norvège, il réalise des performances discrètes. En 2016 à Sotchi, il remporte le titre mondial dans l'épreuve du super G, rejoignant ses compatriotes Maxence Muzaton, Freddy Rech et Benjamin Melquiond. Il est ainsi convié pour les Finales de Coupe du monde à Saint-Moritz.  Pour la reprise de la saison suivante, il marque directement ses premiers points en terminant 21e du super G de Val d'Isère.
En décembre 2018, il améliore sensiblement ce résultat en finissant sixième de la descente de Bormio.
Il termine pour la première fois sur un podium en Super Géant à Saalbach-Hinterglemm en mars 2021, il est deuxième derrière Marco Odermatt. Sa meilleure place précédente était 8e en Coupe du monde dans cette discipline. En 2016, il devient Champion de France de Super-G et en 2021, il est sacré Champion de France de Descente.
En 2020, il intègre l'Equipe de France Douane.

## Palmarès

### Championnats du monde
| Épreuve / Édition               | Descente | Super G | Slalom géant | Slalom | Combiné |
| Mondiaux 2021 Cortina d'Ampezzo |          | 7e      |              |        |         |

### Coupe du monde
- Meilleur classement général : 28e en 2021
- 1 podium.

| Saison/Classement | Général | Général | Descente | Descente | Super G | Super G |
| Saison/Classement | Class.  | Points  | Class.   | Points   | Class.  | Points  |
| ----------------- | ------- | ------- | -------- | -------- | ------- | ------- |
| 2016-2017         | 137e    | 10      | -        | -        | 45e     | 10      |
| 2017-2018         | 135e    | 13      | 48e      | 9        | 47e     | 4       |
| 2018-2019         | 76e     | 78      | 22e      | 73       | 52e     | 5       |
| 2019-2020         | 70e     | 121     | 17e      | 114      | 51e     | 7       |
| 2020-2021         | 28e     | 266     | 11e      | 154      | 13e     | 112     |

### Championnats du monde junior
| Épreuve / Édition     | Descente | Super G | Slalom géant | Slalom | Combiné |
| Mondiaux 2015 Hafjell | 23e      | 65e     | Abandon      | -      | 35e     |
| Mondiaux 2016 Sotchi  | 15e      | Or      | Abandon      |        | 10e     |

### Championnats de France

#### Elite
- Champion de France de super G en 2016.

#### Jeunes
11 titres de Champion de France